# چرخند برون‌حاره‌ای

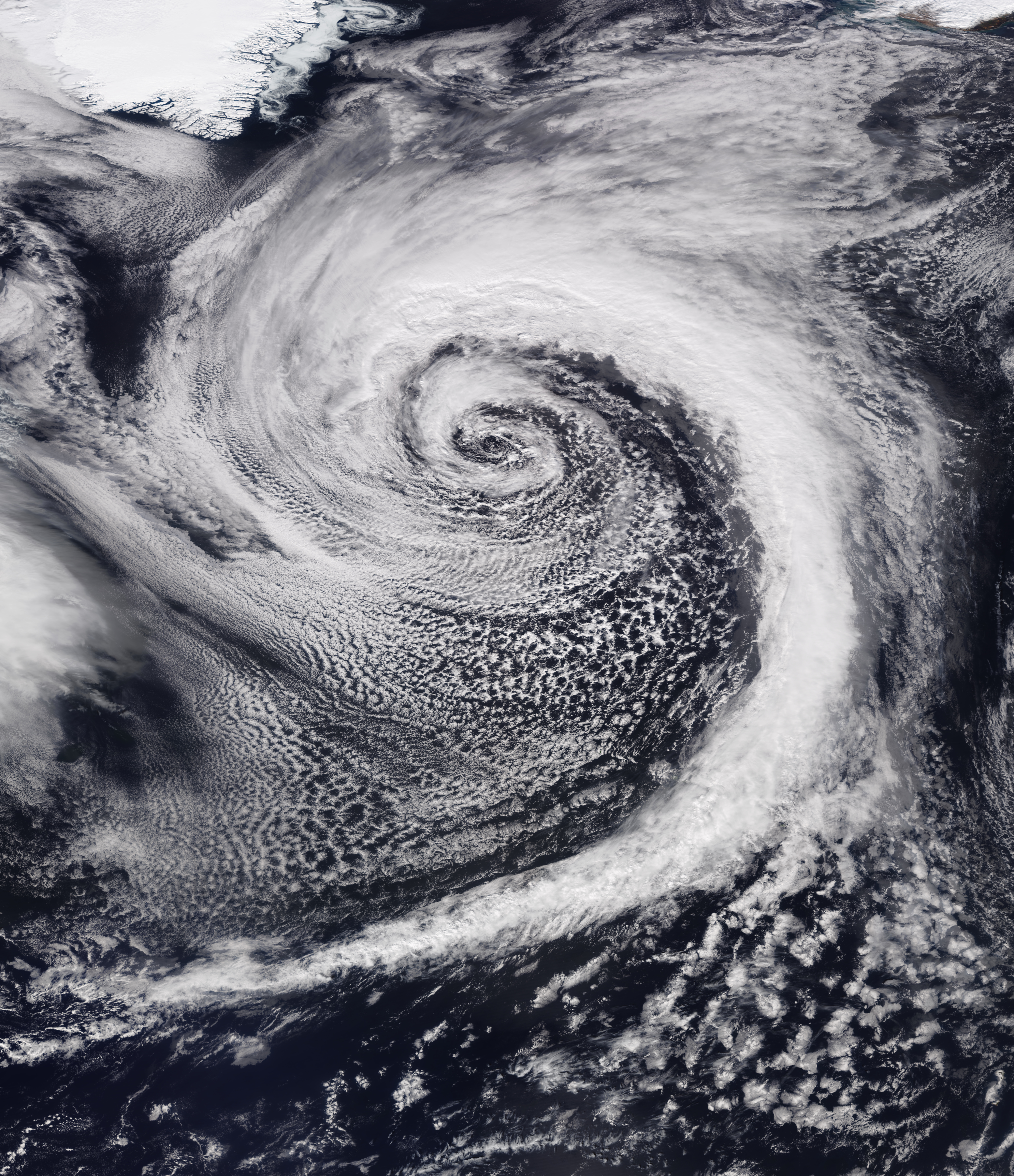
یک چرخند برون‌حاره‌ای قوی بر فراز اقیانوس اطلس شمالی در مارس ۲۰۲۲

چرخندهای برون‌حارّه‌ای (انگلیسی: Extratropical cyclone) که گاهی آشفتگی برون‌حارّه‌ای، چرخندهای عرض‌های میانی یا چرخندهای موجی نیز نامیده می‌شود، مراکز کم‌فشاری هستند که به‌همراه واچرخندهای مراکز پرفشار، هدایت‌کننده بر روی بخش زیادی از زمین هستند. چرخندهای برون‌حاره‌ای قادر به تولید هر چیزی از ابر و باران ملایم تا تندباد‌های شدید، توفان تندری، کولاک و پیچند هستند. این انواع چرخندها به‌عنوان مراکز کم‌فشار بزرگ‌مقیاس (سینوپتیک) تعریف می‌شوند که در عرض‌های جغرافیایی میانی زمین پدید می‌آیند. برخلاف چرخندهای حاره‌ای، چرخندهای برون‌حاره‌ای باعث تغییرات سریع دما و نقطه شبنم در امتداد خطوط گسترده‌ای به‌نام جبهه هوا در مرکز چرخند می‌شوند.

## واژه‌شناسی
اصطلاح چرخند (سیکلون) برای انواع مختلف مناطق کم‌فشار به‌کار می‌رود که یکی از آن‌ها چرخند برون‌حاره‌ای است. توصیف‌کننده برون‌حاره‌ای نشان می‌دهد که این نوع از چرخندها عموماً در خارج از مناطق حاره‌ای و در عرض‌های جغرافیایی میانی (بین ۳۰ تا ۶۰ درجه) رخ می‌دهد. این چرخندها اگر در این عرض‌ها تشکیل شوند به نام چرخندهای عرض میانی نامیده می‌شوند و اگر یک چرخند حاره‌ای به عرض‌های جغرافیایی میانی نفوذ کند، چرخند فراحاره‌ای نامیده می‌شود. پیش‌بینی‌کنندگان وضع هوا و عموم مردم اغلب آن‌ها را به‌سادگی، مرکز کم‌فشار می‌نامند.
اصطلاحاتی مانند چرخند جبهه‌ای، کم‌فشار جبهه‌ای، کم‌فشار برون‌حاره‌ای، کم‌فشار غیرحاره‌ای و کم‌فشار ترکیبی نیز به‌کار می‌رود.

## ساختار

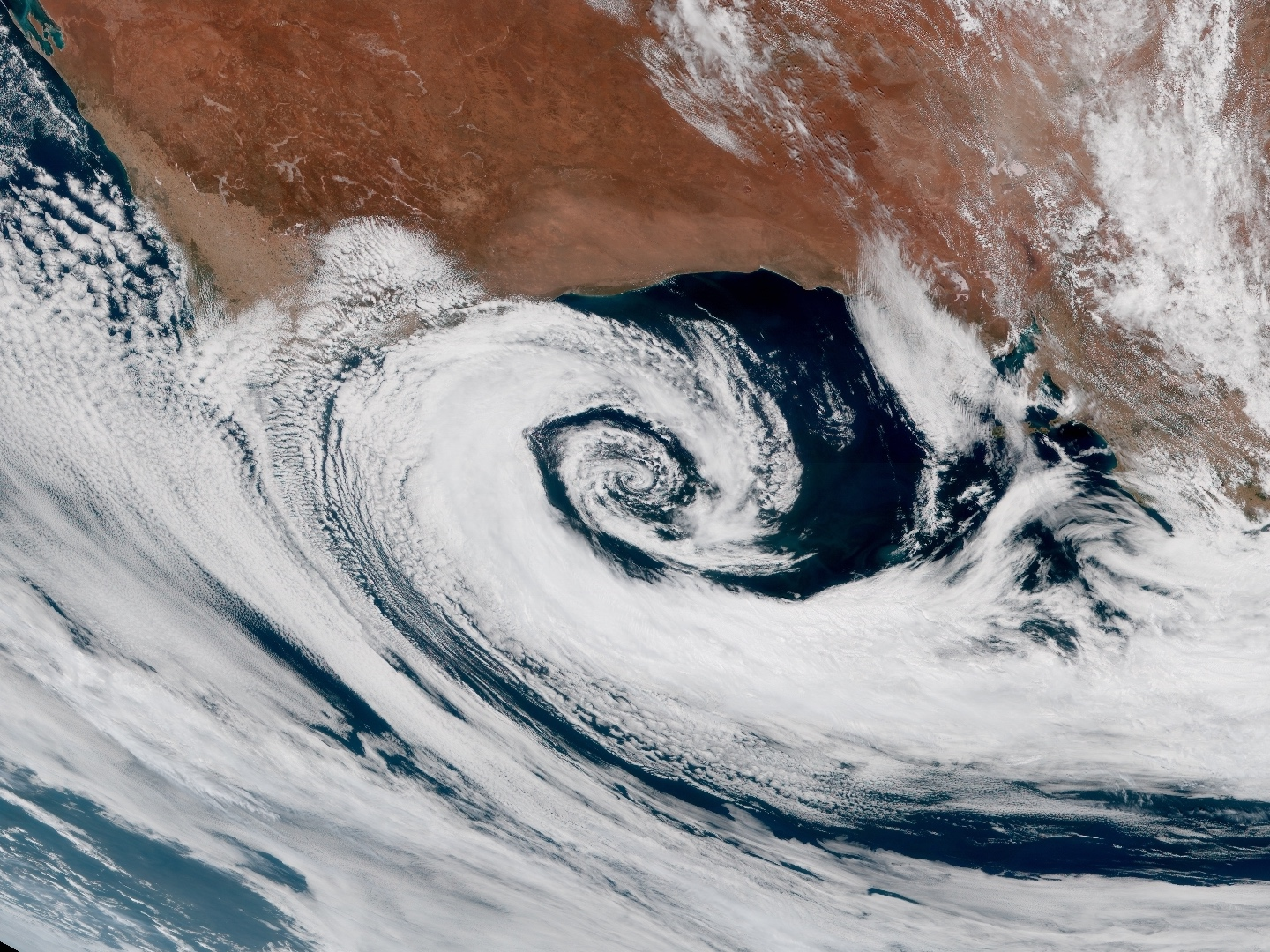
چرخندهای برون‌حاره‌ای در نیم‌کره جنوبی در جهت ساعت‌گرد می‌چرخند، درست مانند چرخندهای حاره‌ای.

جریان باد در یک چرخند برون‌حاره‌ای به‌دلیل اثر کوریولیس، در نیم‌کره شمالی به‌صورت پادساعت‌گرد و در نیم‌کره جنوبی ساعت‌گرد است. این شیوه چرخش عموماً به عنوان چرخندی یا سیکلونی شناخته می‌شود. در نزدیکی مرکز چرخند، نیروی گرادیان فشار (ناشی از فشار در مرکز سیکلون در مقایسه با فشار خارج از چرخند) و اثر کوریولیس، برای جلوگیری از فروریختن در خود در نتیجه اختلاف فشار باید در یک تعادل تقریبی باشند. فشار مرکزی چرخند با افزایش بلوغ آن کاهش می‌یابد، در حالی که خارج از چرخند، فشار سطح دریا در حد متوسط است.